# 휴머노이드

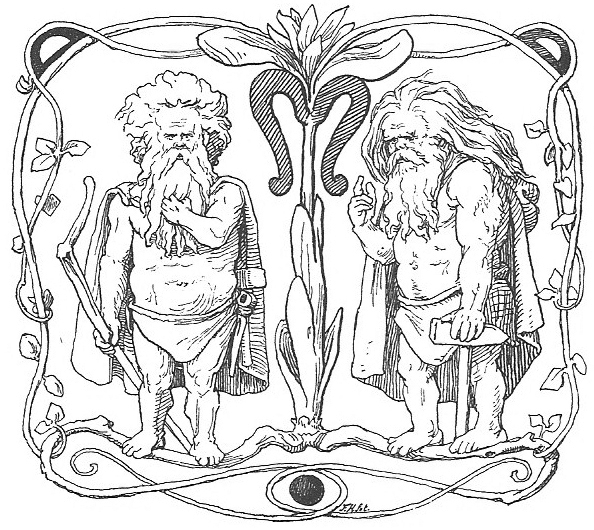
게르만 신화의 난쟁이는 인간형 존재의 한 예시이다.

휴머노이드(영어: humanoid)는 인간의 형태나 특징을 가진 비인간적 존재(실체)이다. 1870년에 이 용어가 최초로 기록된 사용은 유럽인이 식민지화한 지역의 원주민을 지칭하는 것이었다. 20세기에 이르러 이 용어는 인간의 골격과 형태학적으로 유사하지만 동일하지는 않은 화석을 설명하는데 사용되었다.
이러한 용법은 20세기 대부분의 과학계에서 흔했지만 지금은 드문 것으로 간주된다. 휴머노이드는 또한 인간-동물 하이브리드(각 세포가 부분적으로는 인간이고 부분적으로는 동물의 유전적 내용을 가짐)와 인간-동물 키메라(일부 세포는 인간이고 일부 세포는 동물 기원)를 포함할 수 있다. SF 매체에서는 수렴진화의 부산물로서 감각이 있는 외계 생명체를 인간형으로 묘사하는 경우가 많다.

## 휴머노이드 로봇

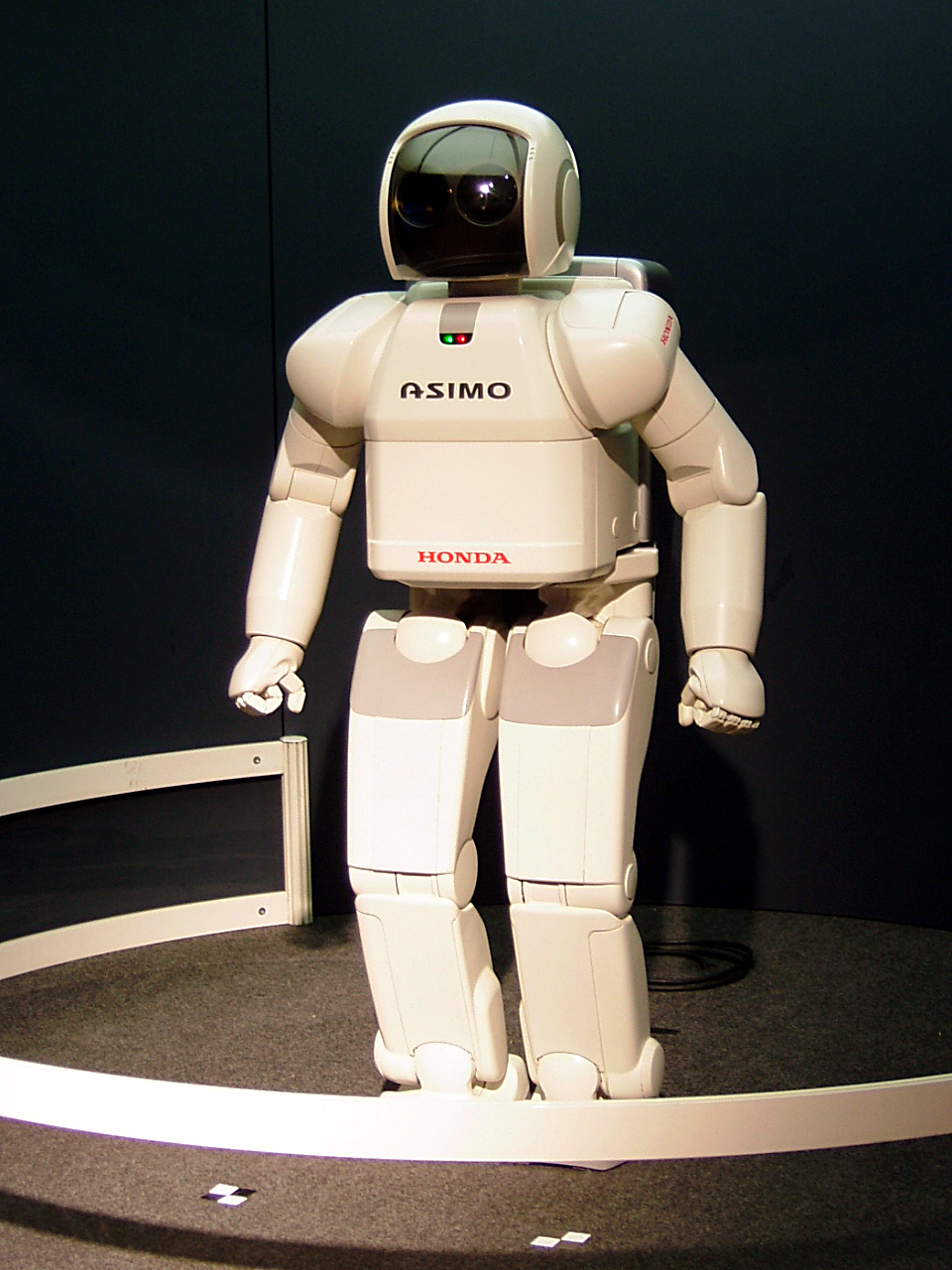
아시모

휴머노이드 로봇은 인간의 형태를 모습으로 한 로봇을 의미한다. 형태뿐만 아니라, 인간과 같은 인식 기능, 운동 기능을 구현하기 위해서는, 로봇 기술의 총체적 발전이 궁극을 이루어야 하기 때문에 가장 고난도의 지능형 로봇이라 할 수 있다. 한국에서 개발한 초기 단계의 컴봇은 휴보이다. 컴봇은 컴퓨터와 로봇을 결합한 것이다. 이렇게 하면 컴퓨터는 사람처럼 움직일 수 있는 몸을 가지게 된다. 사고 능력을 가진 컴봇은 학습이 가능하며, 병렬 계산을 통해 일반적인 사고를 인간보다 더 빨리 처리할 수 있다. 예를 들어 체스 시합 중에 게임의 규칙이 바뀌어도 그에 대해 유연하게 대처할 수 있다는 것을 의미한다. 현재 이족보행을 위주로 연구되고 있으나, 상반신을 이용한 균형잡기, 굴곡이 있는 바닥을 감지하여 안정된 보행 기능 등이 좀 더 보강되어야 하며, 가사노동 등 인간의 다양한 작업을 수행하는 동작제어에 관한 연구로 발전할 것으로 보인다.

### 역사
세계 최초의 로봇은 일본에서 만들었으며 그 로봇의 이름은 '와봇-1'이다. 이 로봇은 간단한 회화를 할 수 있으며, 천천히 걸을 수도 있다. 그리고 그 다음엔 일본에서 '와봇-2'라는 로봇을 만들었으며 전자오르간을 연주할 수 있다. 1996년에는 일본에서 'P2'라는 로봇을 만들었다. 이 로봇은 세계 최초로 자연스럽게 걸을 수 있다. 1999년에는 대한민국에서 최초로 휴머노이드 로봇을 만들었는데 그 이름은 '센토'이다. 머리는 사람, 몸통은 말의 모을 가진 휴머노이드로 어린이 지능 정도의 지능을 가지고 있으며, 1kg 정도의 물건을 들 수 있다. 2000년에는 일본이 최초로 계단을 오르내리는 '아시모'를 만들었다. '아시모'는 끊임없는 방향전환이 가능하고 뛸 수 있었다. 2001년에는 대한민국에서 최초로 사람 몸통을 한 로봇인 '아미'가 개발되었다. 이후 2004년에는 대한민국 최초로 두 발로 걷는 '휴보'가 개발되었고 '알버트 휴보'로 진화하면서 다른 휴머노이드 로봇보다 관절모터가 많았다. 아인슈타인의 얼굴을 달고 있으며, 웃음, 슬픔, 화남 등 여러 표정을 지을 수 있다. 그 후 2009년에는 휴보에서 발전된 휴보2가 나왔고, 뛸 수 있게 되었다.
- 와봇-1 1971년에 일본이 만든 로봇.
- 와봇-2 1984년에 일본이 만든 로봇.
- P2는 1997년 일본 혼다사가 만든 세계최초로 계단을 오르내리는 이족보행로봇이다.
- 센토는 1999년 대한민국 KIST에서 개발된 4족보행 로봇이다.
- 아시모는 2000년 일본 혼다사가 만든 시속 9km의 보행과 주행이 가능한 로봇이다.
- 아미 2001년에 한국이 만든 로봇.
- 휴보(Hubo)는 2004년 대한민국 KAIST에서 개발된 로봇이다.
- 알버트 휴보 2005년 대한민국 KAIST에서 휴보를 진화시킨 로봇이다.
- 휴보2(Hubo2)는 2009년 대한민국 KAIST에서 개발했으며 대한민국 최초의 뛸 수 있는 로봇이다.(시속3.6km)

## 휴머노이드를 소재로 한 작품

### 영화
- 바이센테니얼 맨

## 휴머노이드가 비중있게 나오는 작품

### 영화
- 아이, 로봇

## 관련사례

### 밴디트
밴디트(bandit)는 미국 사우스캘리포니아대(USC)에서 자폐증을 치료하기 위해 개발된 휴머노이드 로봇이다. 초기 실험결과에서 5~9세의 자폐아 14명을 대상으로 한 실험에서 자폐아들은 평균 5분동안 밴디트와 상호작용을 했다. 또한 실험이후 상당수 아이들에게서 사회성과 언어력 향상이 나타났다. 이유는 명확히 밝혀지지 않았지만 전문가들은 로봇의 단순한 행동 패턴에서 원인을 찾는다. 돌발상황에 대한 대처능력이 없는 자폐아들은 그런 환경에 처해지는 것을 꺼려 세상과의 문을 닫아버리는데 일정한 규칙에 따라 행동하는 로봇은 그만큼 예측도 쉬워 한층 편안하게 상호작용함으로써 자폐증을 치료하는데 효과적이라고 보고 있다. 연구팀은 인공지능, 기계시각, 신호처리기술 등 현대 로봇기술을 총동원해 자폐아의 불안감을 해소시키는 섬세한 대응능력까지 확보할 방침이다.

### 휴보
휴보(HUBO)는 한국에서 개발한 로봇으로 휴머노이드(Humanoid)와 로봇(Robot)의 합성어이다. 2004년 12월 한국과학기술원(KAIST) 기계공학과 오준호 교수팀이 개발한 인간형 로봇이다. 이 로봇은 키 120cm, 몸무게 55kg이고, 35cm의 보폭으로 1분에 65걸음(시속 1.25km)을 걸을 수 있다. 2002년 1월 인간형 로봇 개발을 시작하여, 2002년 8월 국내 첫 인간형 로봇인 KHR-1의 몸체를 만들고, 2003년 1월에는 KHR-1을 걷게 하였다. 이어 2003년 12월 KHR-2의 몸체를 제작하였고, 2004년 8월 KHR-2는 줄을 끊고 걷기 시작했다. 이 KHR-2를 발전시켜 내놓은 모델이 휴보이다. 41개의 전동기(모터)를 갖고 있어 몸을 자연스럽게 움직일 수 있으며, 균형도 잡을 수 있으며, 따로 움직이는 손가락으로 ‘가위 바위 보’도 할 수 있다. 인간과 블루스도 출 수 있으며, 손목에 실리는 힘을 감지하여 악수할 때 적당한 힘으로 손을 아래위로 흔들기도 한다.

## 같이 보기
- 휴머노이드 로봇
- 안드로이드
- 사이보그

## 참조
1. ↑  “보관된 사본”. 2014년 3월 22일에 원본 문서에서 보존된 문서. 2010년 6월 16일에 확인함.